# كولن بورغس (كاتب غير روائي)
كولن بورغس (بالإنجليزية: Colin Burgess)‏ هو كاتب غير روائي أسترالي، ولد في 1947.